# اچ‌ام‌اس میلفورد (۱۸۰۹)
اچ‌ام‌اس میلفورد (۱۸۰۹) (به انگلیسی: HMS Milford (1809)) یک کشتی بود که طول آن ۱۸۱ فوت (۵۵ متر) بود. این کشتی در سال ۱۸۰۹ ساخته شد.